# Friedrich Koës
Friedrich Koës, auch Kosius oder Koes, (* 9. Juli 1684 in Schleswig; † 25. September 1766 in Kiel) war ein deutscher Mathematiker.

## Leben und Wirken
Friedrich Koës war ein Sohn von Peter Koës (Koeß) (gestorben im März 1716 in Kiel, begraben auf Bordesholm) und dessen Ehefrau Margaretha, geborene Harmens (gestorben im Dezember 1734 in Kiel, begraben auf Bordesholm). Der Vater arbeitete als herzoglicher Verwalter in Schleswig, ab 1685 als herzoglicher Amtsschreiber in Kiel und ab 1711 als dortiger Ratsherr.
Koës begann 1699 ein Studium an der Universität Kiel und wechselte später nach Helmstedt, Halle und Leipzig, wo er sich nicht einschrieb. 1703 ging er erneut nach Kiel und unternahm Reisen in die Niederlande und nach England. 1710 arbeitete er als Hauslehrer in Berlin. 1712 erhielt er eine Stelle als Observator an der Berliner Sternwarte. Ab 1714 unterrichtete er als Privatdozent Mathematik an der Kieler Universität, an der er im Folgejahr zum Dr. phil. promoviert wurde.
1719 arbeitete Koës als Lehrer für Kriegsbau- und Geschützkunde. 1721 folgte er einem Ruf als ordentlicher Professor für Mathematik der Universität Kiel. Hier folgte er auf Samuel Reyher, der noch Polyhistor war. Koës hingegen wirkte als reiner Mathematiker, der sich mit allen Fragestellungen des Fachgebiets beschäftigte. Bereits in seiner Dissertation zeigte er, dass er die Grundmethoden der Integralrechnung beherrschte. Später bearbeitete er einfache Differentialgleichungen und unbestimmte Integrale, schuf Iterationsverfahren zur Reihendarstellung von Integralen, erarbeitete Möglichkeiten zur punktuellen Fixierung der Lösungskurven bestimmter Differentialgleichungen und gab in Kiel als erster Hochschullehrer Vorlesungen über Differential- und Integralrechnung.
Koës behandelte auch mathematischer Physik. So untersuchte er den Strahlenverlauf des Lichtes und die Schwerkraft. In zwei schriftlichen Werken beschäftigte er sich mit geometrischen Fragestellungen, insbesondere auf astronomisch-chronologischem Gebiet. Hiermit hatte er sich bereits während der Zeit an der Berliner Sternwarte beschäftigt.
1727, 1735, 1743, 1755 und 1759 amtierte Koës als Prorektor der Universität Kiel.